# Estació d'Avinguda de Xile / Camp Nou
Avinguda de Xile és una estació de les línies T1, T2 i T3 de la xarxa del Trambaix situada sobre l'Avinguda de Xile, a prop de l'estadi del Futbol Club Barcelona, el Camp Nou, al districte de les Corts de Barcelona i es va inaugurar el 3 d'abril de 2004 amb l'obertura del Trambaix.
Està en construcció l'estació de la L9/L10 del metro de Barcelona. Pertany al Tram 2 (Zona Franca | Zal – Zona Universitària; Parc Logístic – Pou Bifurcació), hi tindran parada trens de la L9 i la L10. La previsió inicial era obrir l'estació l'any 2007, però donats diversos contratemps es va anar endarrerint la data. El mes de juny del 2011 el Departament de Territori i Sostenibilitat de la Generalitat de Catalunya va anunciar que aquest tram, encara no construït, estava paralitzat temporalment mentre es buscava finançament, evitant al mètode alemany o peatge a l'ombra utilitzat a la resta de l'obra. La previsió actual és inaugurar-la l'any 2026, juntament amb la posada en marxa del tram comú del túnel.
Inicialment s'havia d'anomenar igual que la del Trambaix, després Campus Sud i arran d'una campanya del programa de Televisió de Catalunya "Hat-trick Barça", el departament de política territorial i obres públiques ha accedit que sigui anomenada Camp Nou.

## Serveis ferroviaris
| Trambaix                        |                    |                                |                    |                        |
| Procedència/Destinació          | <                  | Línia                          | >                  | Procedència/Destinació |
| Francesc Macià                  | Zona Universitària |                                | Ernest Lluch       | Bon Viatge             |
| Francesc Macià                  | Zona Universitària | Llevant - les Planes           | Ernest Lluch       |                        |
| Francesc Macià                  | Zona Universitària | Sant Feliu \| Consell Comarcal | Ernest Lluch       |                        |
| Metro de Barcelona              |                    |                                |                    |                        |
| Aeroport T1                     | Collblanc          | obres                          | Zona Universitària | Can Zam                |
| Pratenc                         | Collblanc          | obres                          | Zona Universitària | Gorg                   |
| Font recorregut: PDI 2009-2018. |                    |                                |                    |                        |